# Misterbianco
Misterbianco est une ville italienne de la province de Catane dans la région Sicile en Italie.

## Administration
| Période                                  | Période  | Identité        | Étiquette | Qualité |
| ---------------------------------------- | -------- | --------------- | --------- | ------- |
| 28 mai 2002                              | En cours | Antonina Caruso |           |         |
| Les données manquantes sont à compléter. |          |                 |           |         |

### Hameaux
Piano Tavola, Montepalma, Lineri, Serra Superiore, Poggio Lupo, Belsito di Misterbianco, Santa Maria degli Ammalati

### Communes limitrophes
Camporotondo Etneo, Catane, Motta Sant'Anastasia, San Pietro Clarenza

## Personnalités
- Pino Cerami (1922-2014) : coureur cycliste professionnel italiano-belge.